# Leyfa Measurement
 (juin 2024).
Leyfa Measurement est une entreprise française d'ingénierie faisant partie du groupe SNCF, filiale de SNCF-Réseau, spécialisée dans la mesure de la géométrie et du tracé des voies ferrées par chariot ainsi que dans les études techniques de tracé. 

## Présentation
Les activités de la société Leyfa Measurement sont la réalisation de mesures de géométrie et d’études de courbes, l’analyse de la qualité globale de la voie, la réalisation d’études de rectification de tracé, et le suivi des opérations de bourrage mécanique lourd.
Le produit historique de la société est le chariot Lynx®, qui est un lorry permettant d'effectuer des opérations de mesures de tracé de voie à une précision de 0,3mm, premier dispositif de ce type introduit sur le réseau ferré français et homologué par SNCF Réseau en 2015.

## Historique
Leyfa Measurement est une société fondée par Alban Leymarie et Julien Faure, dont la contraction des deux noms de famille a donné naissance au nom de la société Leyfa.
La société est créée en 2011 par les deux fondateurs au cours de leur formation d'ingénieur au sein de l'Ecole nationale supérieure des mines d'Albi-Carmaux. Elle est incubée au sein de l'incubateur scientifique et technique, porté par le centre de recherche Clément Ader de l'école.
Le 8 janvier 2020, un des deux fondateurs, Julien Faure, démissionne de son poste de Directeur Général et quitte la société. Alban Leymarie reste alors le seul fondateur à bord.
Le 17 décembre 2021, SNCF Réseau prend le contrôle de la société en acquérant la majorité des parts de Leyfa Measurement,. Le groupe ferroviaire nomme Thomas Joindot, Directeur technique de la DGII SNCF Réseau, à la présidence de la société. Le fondateur Alban Leymarie prend alors les fonctions de Directeur Général.
De 2021 à 2024, Leyfa Measurement pilote en tant que Maitre d'Œuvre la régénération des infrastructures, centenaires, du Chemin de fer de la Rhune.
En décembre 2023, l'entreprise présente à la presse ferroviaire spécialisée, un concept basé sur la régénération d'un engin de maintenance multi-fonctions (un EMV 95 LGV), fruit de la collaboration de son ingénierie et de celle du constructeur de matériel de maintenance ferroviaire, FRAMAFER, filiale française de Plasser & Theurer